# Goethejeva hiša, Frankfurt
Goethejeva hiša v središču  Frankfurta je bila do leta 1795 dom družine Goethe.

## Zgodovina

### Goethejeva rojstna hiša in spomenik
Johann Wolfgang Goethe se je rodil leta 1749 v hiši na ulici Großen Hirschgraben v Frankfurtu. Hiša njegovih staršev je bila sestavljena iz dveh ozkih, med seboj povezanih pollesenih hiš. Leta 1733 jo je kupila babica Cornelia Goethe kot vdovski sedež. Po njeni smrti je oče, cesarski svetnik Johann Caspar Goethe, 1755/56 zgradil nad kletmi starih hiš reprezentančno, štirinadstropno stavbo v slogu poznega baroka (rokokoja). V njej je živel Johann Wolfgang Goethe, razen ko je študiral v letih 1765/68 v Leipzigu  in 1770/71 v Strasbourgu, dokler ni šel v Weimar leta 1775; svoja mlada leta je opisal v avtobiografiji 'Poezija in resnično' (Dichtung und Wahrheit). Leta 1795 je njegova mati Catharina Elisabeth Goethe prodala hišo, saj jo je bilo po smrti očeta preveč težko upravljati.
Po prodaji je hiša zamenjala več lastnikov. Zadnji lastnik je na podstrešju uredil majhno Goethejevo spominsko sobo. Ko jo je bilo treba leta 1863  rekonstruirati, je leta 1859 Otto Volger uspešno ustanovil Freien Deutschen Hochstift, znanstveno mestno društvo, za nakup hiše. Počasi je bila ponovno obnovljena po zgodovinskih virih ter Goethejevih spominih ter odprta za javnost kot eden prvih pesnikovih spomenikov.

### Uničenje in obnova
Med letalskim napadom na Frankfurt 22. marca 1944, ko je bila 112. obletnica Goethejeve smrti, je bil odsek ceste Großen Hirschgrabens močno poškodovan in Goethejevo hišo je uničila bomba. Leta 1947 se je začela natančna obnova pod vodstvom arhitekta Thea Kellnerja. Leta 1951 je bila  otvoritev. Med vojno shranjeno pohištvo, umetnostne in vsakdanje predmete, knjige, fotografije in rokopise so vrnili v hišo Goethejevih staršev.
O uporabnosti po obnovi je leta 1945 potekala velika razprava. Direktor za urbanizem in načrtovanje Werner Hebebrand in mestni gradbenik Eugen Blanck sta zavrnila obnovo Goethejeve hiše, prav tako je to storil katoliški novinar Walter Dirks. To je potrdila tudi raziskava nemške Delovne zveze (Werkbund Hessen) spomladi leta 1947 med arhitekti in umetnostnimi zgodovinarji. Izšla je prva številka revije Baukunst und Werform, ki je objavila temeljne zahteve za obnovo: "Uničena dediščina ne sme biti zgodovinsko rekonstruirana, lahko le nastane za nove naloge v novi obliki." Na strani zagovornikov rekonstrukcije so bili med drugim tudi Nobelov nagrajenec Hermann Hesse, filozof Karl Jaspers in industrialec Richard Merton, ki se je vrnil domov iz izgnanstva. Na koncu so prevladali zagovorniki obnove. 

### Goethejev muzej (Goethehöfe) – Nemški romantični muzej
Goethejeva hiša je del Freie Deutsche Hochstift, društva za znanost, umetnost in izobraževanje v Franfurtu. V povezavi s tem je tudi Goethejev muzej, umetnostna galerija Goethejevega časa. Ta bi moral biti leta 2018 vključen v Nemški romantični muzej, ki bo zgrajen na sosednjem zemljišču. Muzejska zgradba je del razvojnega projekta Goethehöfe, ki vključuje tudi posodobitev dvorane Cantate kot novega prizorišča Fliegenden Volksbühne, gradnje stanovanj in kavarne okoli skupnega dvorišča.

## Razstave
- 2014: Preoblikovanje sveta, Romantične arabeske. Katalog. [3]
- 2015: Unboxing Goethe[4]

## Galerija
- Goethejeva hiša pred rekonstrukcijo
- Goethejeva hiša sredi 19. stoletja
- Hiša leta 1958
- Spominska plošča za Otta Volgerja
- Ulica Große Hirschgraben
- Goethejev vodnjak